# Абрамов Петро Петрович
Петро́ Петро́вич Абра́мов (*26 грудня (13 грудня за новим стилем) 1915 — 18 вересня 2007) — учасник другої світової війни, командир загону 81-го гвардійського бомбардувального авіаційного полку 1-ї гвардійської бомбардувальної авіаційної дивізії 6-го гвардійського бомбардувального авіаційного корпусу 2-ї повітряної армії 1-го Українського фронту. Герой Радянського Союзу (1948), підполковник (2000).

## Біографія
Народився в селі Полтавченське Російської імперії в родині селянина.
Член ВКП(б) / КПРС з 1942 року. У 1933 році закінчив у Ростові-на-Дону ФЗУ зв'язку, а в 1937 році — Батайську школу цивільної авіації. Працював пілотом Цивільного повітряного флоту (ГВФ).
У Червоній армії з 1941 року. Учасник другої світової війни з липня 1941 року.
Командир загону 81-го гвардійського бомбардувального авіаційного полку (1-а гвардійська бомбардувальна авіаційна дивізія, 6-й гвардійський бомбардувальний авіаційний корпус, 2-га повітряна армія, 1-й Український фронт) гвардії капітан Петро Абрамов особливо відзначився при виконанні бойових завдань по доставці зброї, боєприпасів і продовольства партизанам Білорусії і України. Всього за роки війни виконав 300 бойових вильотів.
Після війни служив у ВПС. З серпня 1946 майор П. П. Абрамов — у запасі. У 2000 році — підполковник.
Жив у місті Ростов-на-Дону. Помер 18 вересня 2007 року. Похований на Північному кладовищі в Ростові-на-Дону.